# Grays (Kent)
Grays est un hameau dans le civil parish de Chislet, près de Canterbury, dans le comté du Kent. Il est situé au sud de la route A299 est situé sur le North Stream, un affluent de la rivière Wantsum. Le hameau est constitué d'une petite collection de maisons (Little Grays) et Grays Farm. Il y a un pub nommé the Roman Galley.